# Promotion 1920-1921
La Promotion 1920-1921 è stata la 11ª edizione della seconda serie del campionato lussemburghese di calcio. La stagione è iniziata il 26 settembre 1920 ed è terminata il 13 marzo 1921. Le squadre Tricolore Muhlenweg e The National Schifflingen hanno raggiunto la promozione in 1.Division 1921-1922.

## Formula
2 punti alla vittoria, un punto al pareggio, nessun punto alla sconfitta.
Le 8 squadre partecipanti si affrontano in un girone di andata e ritorno, per un totale di 14 giornate.
Le ultime due squadre classificate retrocedono direttamente in 2. Division.

## Classifica finale
|                        | Pos. | Squadra                  | Pt | G  | V  | N | P  | GF | GS | DR  |
| ---------------------- | ---- | ------------------------ | -- | -- | -- | - | -- | -- | -- | --- |
| Lussemburgo (bandiera) | 1.   | Tricolore Muhlenweg      | 22 | 14 | 10 | 2 | 2  | 34 | 11 | +23 |
|                        | 2.   | The National Schifflange | 21 | 14 | 9  | 3 | 2  | 41 | 18 | +23 |
|                        | 3.   | Chiers Rodange           | 20 | 14 | 8  | 2 | 4  | 34 | 23 | +11 |
|                        | 4.   | Progrès Grund            | 16 | 14 | 6  | 4 | 4  | 27 | 24 | +3  |
|                        | 5.   | Pétange                  | 13 | 14 | 4  | 5 | 5  | 29 | 26 | +3  |
|                        | 6.   | Jeunesse Steinfort       | 9  | 14 | 4  | 1 | 9  | 19 | 37 | -18 |
|                        | 7.   | Avenir Beggen            | 8  | 14 | 3  | 2 | 9  | 18 | 38 | -20 |
|                        | 8.   | The Belval Belvaux       | 4  | 14 | 1  | 2 | 11 | 14 | 39 | -25 |

Legenda:

      Promosse in 1.Division 1921-1922

      Retrocesse in 2. Division 1921-1922

### Calendario
| Andata (1ª)  | Andata (1ª) | Prima giornata   | Ritorno (8ª) | Ritorno (8ª) |
|              |             |                  |              |              |
| 26 set. 1920 | 2-2         | Avenir-National  | 0-3          | 12 dic. 1920 |
| 26 set. 1920 | 0-2         | Belval-Tricolore | 1-4          | 12 dic. 1920 |
| 26 set. 1920 | 0-0         | Progres-Petange  | 3-0          | 12 dic. 1920 |
| 26 set. 1920 | 3-1         | Steinfort-Chiers | ?-3          | 12 dic. 1920 |

| Andata (2ª) | Andata (2ª) | Seconda giornata    | Ritorno (9ª) | Ritorno (9ª) |
|             |             |                     |              |              |
| 3 ott. 1920 | 5-1         | Chiers-Petange      | 2-0          | 19 dic. 1920 |
| 3 ott. 1920 | 1-5         | National-Belval     | 3-2          | 19 dic. 1920 |
| 3 ott. 1920 | -           | Progres-Avenir      | -            | 19 dic. 1920 |
| 3 ott. 1920 | 3-0         | Tricolore-Steinfort | -            | 19 dic. 1920 |

| Andata (3ª)  | Andata (3ª) | Terza giornata    | Ritorno (10ª) | Ritorno (10ª) |
|              |             |                   |               |               |
| 10 ott. 1920 | 1-0         | Avenir-Chiers     | 3-3           | 9 gen. 1921   |
| 10 ott. 1920 | 1-3         | National-Progres  | 1-4           | 9 gen. 1921   |
| 10 ott. 1920 | 1-1         | Petange-Tricolore | -             | 9 gen. 1921   |
| 10 ott. 1920 | 1-1         | Steinfort-Belval  | 3-0           | 9 gen. 1921   |

| Andata (4ª)  | Andata (4ª) | Quarta giornata    | Ritorno (11ª) | Ritorno (11ª) |
|              |             |                    |               |               |
| 17 ott. 1920 | 1-1         | Belval-Petange     | 3-0t          | 13 feb. 1921  |
| 17 ott. 1920 | 1-1         | Chiers-Progres     | 1-2           | 13 feb. 1921  |
| 17 ott. 1920 | 2-3         | Steinfort-National | 2-5           | 13 feb. 1921  |
| 17 ott. 1920 | 1-0         | Tricolore-Avenir   | -             | 13 feb. 1921  |

| Andata (5ª)  | Andata (5ª) | Quinta giornata   | Ritorno (12ª) | Ritorno (12ª) |
|              |             |                   |               |               |
| 24 ott. 1920 | 6-0         | Belval-Avenir     | -             | 23 gen. 1921  |
| 24 ott. 1920 | 2-1         | National-Chiers   | -             | 23 gen. 1921  |
| 24 ott. 1920 | 6-0         | Petange-Steinfort | -             | 23 gen. 1921  |
| 24 ott. 1920 | 1-4         | Progres-Tricolore | -             | 23 gen. 1921  |

| Andata (6ª) | Andata (6ª) | Sesta giornata   | Ritorno (13ª) | Ritorno (13ª) |
|             |             |                  |               |               |
| 7 nov. 1920 | 2-1         | Belval-Progres   | 2-5           | 30 gen. 1921  |
| 7 nov. 1920 | 1-1         | Petange-National | 0-3           | 30 gen. 1921  |
| 7 nov. 1920 | -           | Steinfort-Avenir | -             | 30 gen. 1921  |
| 7 nov. 1920 | 5-0         | Tricolore-Chiers | 0-2*          | 30 gen. 1921  |

| Andata (7ª)  | Andata (7ª) | Settima giornata   | Ritorno (14ª) | Ritorno (14ª) |
|              |             |                    |               |               |
| 14 nov. 1920 | 3-0         | Avenir-Petange     | -             | 6 feb. 1921   |
| 14 nov. 1920 | 4-1         | Chiers-Belval      | 2-0           | 6 feb. 1921   |
| 14 nov. 1920 | -           | Progres-Steinfort  | 1-3           | 6 feb. 1921   |
| 14 nov. 1920 | 1-2         | National-Tricolore | -             | 6 feb. 1921   |